# Tertullien
Œuvres principales
Contre Marcion
Quintus Septimius Florens Tertullianus, dit Tertullien, né entre 150 et 160 à Carthage (actuelle Tunisie) et décédé vers 220 dans la même ville, est un écrivain de langue latine issu d'une famille indigène (punique ou peut-être berbère), romanisée et païenne. Il se convertit au christianisme à la fin du IIe siècle et devient le plus éminent théologien de Carthage.
C'est un auteur prolifique, catéchète, dont l'influence est grande dans l'Occident chrétien. Il est le premier auteur latin à utiliser le terme de Trinité, dont il développe une théologie précise. Il est ainsi considéré comme l’un des plus grands théologiens de la chrétienté de son temps. Polémiste et doctrinaire de combat, il lutte activement contre les cultes païens et contre les théories de Marcion. Par dégoût de la tiédeur de certains fidèles et entraîné par la violence héroïque de son tempérament, il rejoint à la fin de sa vie un mouvement très rigoriste, le montanisme.
Quoique le montanisme qu'il défend ardemment ait été déclaré hérétique, Tertullien est reconnu (sans consensus) comme l'un des Pères de l'Église.

## Biographie
On connaît peu de choses de sa vie. Certains éléments biographiques se trouvent dans quelques-unes de ses œuvres mais également chez Eusèbe de Césarée (Histoire ecclésiastique, II, ii, 4) et Jérôme.
Il naît à Carthage entre 150 et 160, au sein d’une famille de la bourgeoisie autochtone bien romanisée. Ses parents étaient païens. Son père, centurion dans une légion de l'armée romaine, la cohorte proconsulaire, meurt très tôt.
Excellent élève, il bénéficie d'une formation large. Après s'être initié à la lecture et au calcul auprès d'un litterator (maître d'école), il est formé aux textes païens par un grammairien. Il étudie principalement Homère, Hésiode, Phérécyde de Syros, Sophocle, Diodore de Sicile. L'examen de son œuvre fait apparaître qu'il connaît, de première ou seconde main, une centaine d'auteurs de l'Antiquité. Tertullien est donc un érudit. Il apprend l'art oratoire auprès d'un rhéteur, vraisemblablement à Rome ainsi que la jurisprudence, l'histoire, la poésie, les sciences naturelles et la philosophie. Brillant rhéteur, il a une parfaite connaissance des lois romaines et un goût prononcé pour la précision, ce qui a fait de lui le fondateur du vocabulaire théologique latin. Pour autant, il n'a pas plaidé bien que certains auteurs aient fait de lui un jurisconsulte de métier ou avocat. Il possède aussi des connaissances en médecine. Comme saint Paul avant lui, ou son contemporain Justin de Naplouse, il croit en la magie et aux démons (au sens d'esprits) qu'il classe en trois catégories : les cataboliques, les parèdres et les pythoniques.
Tertullien épouse une chrétienne. Voici un exemple de ce qu’il écrivait à sa femme :

« Douce et sainte alliance que celle de deux fidèles portant le même joug, réunis dans une même espérance, dans un même vœu, dans une même discipline, dans une même dépendance ! Tous deux, ils sont frères, tous deux serviteurs du même maître, tous deux confondus dans une même chair, ne forment qu'une seule chair, qu'un seul esprit. Ils prient ensemble, ils se prosternent ensemble, ils jeûnent ensemble, s'enseignant l'un l'autre, s'encourageant l'un l'autre, se supportant l'un l'autre. Vous les rencontrez de compagnie à l'église, de compagnie au banquet divin. Ils partagent également la pauvreté et l'abondance, la fureur des persécutions ou les rafraîchissements de la paix. Nuls secrets à se dérober, ni à se surprendre mutuellement ; confiance inviolable, empressements réciproques ; jamais d'ennui, jamais de dégoûts. Ils n'ont pas à se cacher l'un de l'autre pour visiter les malades, pour assister les indigents ; leur aumône est sans disputes, leurs sacrifices sans scrupules, leurs saintes pratiques de tous les jours sans entraves. Chez eux point de signes de croix furtifs, point de timides félicitations, point de muettes actions de grâces. De leurs bouches, libres comme leurs cœurs, s'élancent les hymnes pieux et les saints cantiques. Leur unique rivalité, c'est à qui célébrera le mieux les louanges du Seigneur. »

— Tertullien, trad. E.-A. Genoud.
Dans ses écrits, il ne s'exprime pas sur sa conversion au christianisme à l'âge adulte. Dans la mesure où il a rédigé son Apologétique en 197, le dominicain Philippe Henne estime qu'il a dû se convertir quelques années avant en 195 ou en 193. Peut-être Tertullien est-il devenu prêtre comme l'affirme Jérôme. Il ne le dit jamais et fait au contraire preuve de modestie, se qualifiant de simple fidèle ou simple laïque. Il apparaît cependant dans ses écrits qu'il prêchait lors de la liturgie, d'où l'hypothèse qu'il le faisait en tant que didascale ou docteur.
Vers 206, Tertullien, qui devient de plus en plus moralisateur, se tourne vers la Nouvelle Prophétie, un mouvement charismatique ascétique. Ce mouvement est incarné par le prophète Montanus, un phrygien nouvellement converti au christianisme, assisté de deux prophétesses, Leur enseignement s'accompagnait de manifestations extérieures nouvelles, telles l'extase ou la glossolalie. Durant cette période, Tertullien fait preuve de plus en plus d'intransigeance : « ce qu'il conseillait comme ascèse personnelle devient règle générale ». Il prescrit un seul mariage dans la vie, affirme impossible la rémission de certains péchés graves, tels l'adultère, l'homicide et l'apostasie. Dans le même temps, il approfondit sa réflexion sur la Trinité, la divinité et l'humanité du Christ. Saint Augustin précise que, vers la fin de sa vie, il fonda sa propre communauté, se détachant du montanisme.

## Théologie et morale
L'historien Marcel Simon analyse en ces termes l'importance de Tertullien dans le domaine de la théologie :
« L'apport de Tertullien dans les controverses christologiques et trinitaires est important. Ses conclusions s'apparentent sur plus d'un point à celles que formuleront plus tard les grands conciles orientaux. Il affirme l'unité de Dieu. Elle ne se divise pas mais se distribue en 3 personnes numériquement distinctes, en une trinité qui ne compromet en rien l'unité. Chacune des personnes de cette trinité, étant de la même substance, est Dieu. Le Christ est à la fois Dieu et homme, composé de deux substances unies sans se confondre, dans une seule personne. Mais à côté de ces aspects proprement spéculatifs, certains autres aspects de la pensée de Tertullien reflètent la mentalité juridique des Romains et sa propre formation de juriste. Il insiste sur des notions comme celles de mérite et de satisfaction. La rectitude morale de sa conduite vaut à l'homme des mérites au regard de Dieu. À l'inverse, s'il agit mal, il devient débiteur devant Dieu et lui doit satisfaction. Bien qu'il soit passé à l'hérésie montaniste, Tertullien est vraiment le fondateur de la théologie latine et contribue à lui imprimer, vis-à-vis de la théologie grecque, certains de ses traits originaux. »

## Critique de la vanité

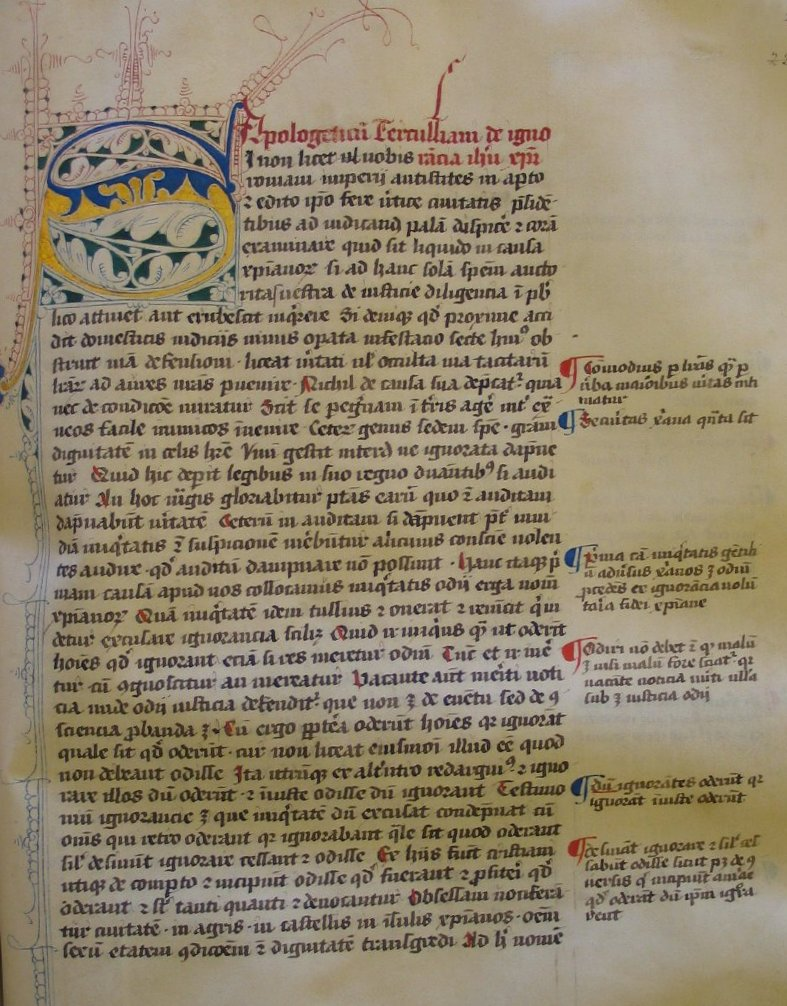
Un folio de l’Apologétique de Tertullien (Codex Balliolensis).

Selon Marie Turcan[style à revoir], Tertullien voyait la femme comme un danger public. D’après lui les femmes qui sont dignes à[style à revoir] quelque chose de bon sont les mères de famille, les veuves, les femmes âgées, ayant acquis une expérience qui leur permet de donner des conseils. Elle explique que Tertullien n’avait pas vraiment une estime profonde envers les femmes, ce qui l'a intéressé chez les femmes sont[style à revoir] leurs armes.
Selon Marie Turcan[style à revoir], Tertullien décrit la femme comme un être utile et dépravé[style à revoir] mais créé par Dieu au même titre que l'homme. Il ne considérait pas la femme comme un être inférieur à l’homme.

## Jugement
Nicolas Malebranche (1638-1715), dans un passage fameux de son livre De la recherche de la vérité, critique chez Tertullien les excès de l'imagination. Il lui accorde ainsi « plus de mémoire que de jugement, plus de pénétration et d'étendue d'imagination, que de pénétration et d'étendue d'esprit » (De la recherche de la vérité, livre second, partie 3, chap. III).

## Œuvres
- Aux martyrs = Ad martyras (197 ou 202-203)[15]
- Apologétique = Apologeticum (fin 197), Les Belles Lettres, 2002, 234 p. Trad. Frédéric Chapot : Premiers écrits chrétiens, Gallimard, coll. « La Pléiade », 2016, p. 829-918.
- Aux nations = Ad nationes (197), trad. M. de Genoude (1852)
- À ma femme = Ad uxorem (199), Cerf, 1980
- À Scapula, proconsul d'Afrique = Ad Scapulam (212)
- Contre Hermogène, contre l'éternité de la matière = Adversus Hermogenem (205-206), Cerf, coll. « Sources chrétiennes », 1999, 473 p. Trad. E.-A. de Genoude
- Contre Marcion = Adversus Marcionem (207), Cerf, 1990-1994, 3 vol. Trad. E.-A. de Genoude (1852)
- Contre les juifs = Adversus judaeos (197). Trad. E.-A. de Genoude (1852) [16]
- Contre les Valentiniens (en) = Adversus Valentinianos (207-212). Trad. A.-E. de Genoude
- Contre les spectacles = De spectaculis
- Contre Praxéas ou sur la Trinité = Adversus Praxeam (213). Trad. A.-E. de Genoude
- De la chair du Christ (en)= De carne Christi (entre 253 et 259), Cerf, coll. « Sources chrétiennes », 1975, 2 vol.
- De la couronne du soldat = De corona militis (211-212). Trad. E.-A. de Genoude
- De la fuite pendant la persécution = De fuga in persecutione (vers 212). Trad. A.-E. Genoude
- De la monogamie (217) = De monogamia, trad. E.-A. de Genoude
- De la patience = De patientia (200-203), Arléa, 2001
- De la pénitence = De paenitentia (entre 199 et 203). Trad. P. de Labriolle (1906)
- De la prescription des hérétiques = De praescriptione haereticorum (vers 200). Trad. A.-E. de Genoude (1852)
- De la pudicité = De pudicitia (entre 219 et 221), Cerf, 1993. Trad. P. de Labriolle (1906)
- De la résurrection de la chair = De resurrectione. Trad. Madeleine Moreau : La résurrection des morts, Desclée de Brouwer, 1980. Trad. E.-A. de Genoude (1852) ; autre édition: Sources chrétiennes n° 638 , CERF, 2023
- De la toilette des femmes = De cultu feminarum (197-201), Cerf, coll. « Sources chrétiennes », 1976, 194 p.
- De l'âme - De anima (208-211) (trad. A.-E. de Genoude), 1852 (présentation en ligne, lire en ligne)
- De l'idolâtrie = De idolatria. Trad. A.-E. de Genoude
- De l'oraison dominicale = De oratione. Trad. A.-E. Genoude
- De l'ornement des femmes = De cultu feminarum I et II, trad. M. Charpentier (1844)
- Des spectacles (en) = De spectaculis (vers 198), Cerf, coll. « Sources chrétiennes », 1986, 365 p. La première société du spectacle, trad. A.-E. de Genoude révisée par Nicolas de Montpellier, Fayard/Mille et une nuits, 2015, 96 p.
- Du baptême = De baptismo (200-206) : Le baptême. Le premier traité chrétien, Cerf, coll. « Sources chrétiennes », 2008, 112 p. Trad. A.-E. de Genoude
- Du jeûne, contre les psychiques = De ieiunio adversus psychicos. Trad. A.-E. de Genoude
- Du manteau = De pallio (vers 210), Cerf, 2007. Trad. A.-E. de Genoude (1852)
- Du sommeil, des songes, de la mort. Extraits du traité De l'âme, par Pierre Klossowski (1948), Le Promeneur, 1999, 65 p.
- Du voile des vierges = De virginibus velandis (avant 207), Cerf, 1997. Trad. A.-E. de Genoude (1852)
- Exhortation à la chasteté = De exhortatione castitatis, Cerf, coll. « Sources chrétiennes », 1985, 214 p. Trad. A.-E. de Genoude
- Le Scorpiâque, Antidote contre la morsure des scorpions = Scorpiace (vers 212). Trad. A.-E. de Genoude
- Témoignage de l'âme = De testimonio animae. Trad. A.-E. de Genoude (1852)

### Œuvres complètes
- Tertullien, Œuvres complètes, trad. Antoine-Eugène de Genoude, précédées de Vie de Tertullien et suivies de Doctrine de Tertullien par Dom Cellier, 1 170 pages, Les Belles Lettres, 2017  (ISBN 978-2-2514-4660-8)

### Pseudo-Tertullien
- Pseudo-Tertullien (en), Contre tous les hérétiques (Adversus omnes haereses), traduction M. de Genoude, 1852.

## Sources
- René Braun, « Aux origines de la chrétienté d’Afrique : Un homme de combat, Tertullien », Bulletin de l'association Guillaume Budé, no 2,‎ juin 1965, p. 189-208. (lire en ligne)